# Agapanthia pesarinii
Agapanthia pesarinii — вид жуків-вусачів з підродини Ляміїн. Поширений у Туреччині. Кормовою рослиною личинок є Paeonia mascula.